# Goldene Internationale
Goldene Internationale ist ein stehender Begriff des Antisemitismus. Es bezeichnet das angeblich jüdisch beherrschte internationale Finanzkapital, mit dem das Weltjudentum die Weltherrschaft anstrebe. Seine erste Verwendung wird dem Publizisten Ottomar Beta in seiner 1875 erschienenen Schrift Darwin, Deutschland und die Juden oder der Juda-Jesuitismus zugeordnet. Der antisemitische Ideologe Wilhelm Marr verwendete 1879 den Begriff, um eine Gemeinsamkeit zwischen dem Unternehmertum insbesondere im Banken- und Börsenwesen und der Arbeiterbewegung zu konstruieren: Der jüdische Internationalismus in Gestalt der „Goldenen Internationale“ kenne „ebenso wenig ein Vaterland wie die schwarze oder rothe“.
Adolf Stoecker, preußisch-protestantischer Hofprediger und „Vater des Antisemitismus“, als der er selbst sich bezeichnete, erklärte die Kritik der „Goldenen Internationale“ zum notwendigen Element christlicher Wirtschaftskritik, und das Kirchliche Handlexikon von 1891 sprach vom grundsätzlich „antichristlichen Charakter“ der „Goldenen Internationale“, die von Juden getragen und organisiert werde.
Marr und der antisemitische Politiker Carl Wilmanns popularisierten die Bezeichnung. Wilmanns sah in der „Goldenen Internationale“ eine „einseitige Richtung der Gesetzgebung“, die das Spekulationskapital begünstige. Er forderte die „Emanzipation der redlichen Erwerbsamkeit von der Herrschaft der privilegierten Geldmacht“ und die Befreiung des „ländliche[n] Grundbesitz[es] von den Fesseln des Römischen Rechts“. Sein Appell war an die ökonomischen und sozialen Verlierer „des Umbaus Deutschlands zu einer entwickelten kapitalistischen Wirtschaft“ gerichtet und bot ihnen eine Erklärung an. Die „Goldene Internationale“ war demnach per se jüdisch. „Ihre Sammel- und Stützpunkte sind die Börsen und Banken. Wie jedermann weiß, werden Börsen und Banken vom jüdischen Volk beherrscht.“
Gottfried Feder, Nationalsozialist der ersten Stunde, prägte das Schlagwort der „Brechung der Zinsknechtschaft“ und wandte sich im danach benannten Manifest von 1919 gegen „Mammonismus“ als „Geistesverfassung, unersättliche Erwerbsgier, rein aufs Diesseitige gerichtete Lebensauffassung, die zu einem erschreckenden Sinken aller sittlichen Begriffe schon geführt hat und noch weiter führen“ müsse. Dieser „Mammonismus“ konstituiere im Verein mit den „übergewaltigen internationalen Geldmächten“ den „Semitismus“ und die „sog. Goldene Internationale“.
Die Nationalsozialisten ließen das Motiv der „Goldenen Internationale“ seit den 1920er Jahren wieder aufleben. So erklärte 1928 der Wirtschaftsredakteur des Völkischen Beobachters in einer Untersuchung zur Frage der wirtschaftlichen Macht des „internationalen Judentums“, die Beeinflussung des gesamten internationalen Wirtschafts- und Finanzswesens durch Juden in einer „Goldenen Internationale“ könne gar nicht scharf genug unterstrichen werden.
„Young-Sklaverei“ und „Goldene Internationale“ waren in Verbindung miteinander zwei typisch nationalsozialistische Schlagworte, mit denen gegen den Young-Plan gehetzt wurde.